# 池田千絵子
池田 千絵子（いけだ ちえこ、1964年3月10日 - ）は、日本の厚生労働技官、医師。新潟県副知事、厚生労働省大臣官房総括審議官を経て、厚生労働省関東信越厚生局長。

## 人物・経歴
神奈川県出身。1988年筑波大学医学専門学群卒業、厚生省入省、健康政策局計画課配属、埼玉県衛生部保健予防課出向。1989年埼玉県所沢保健所。1990年厚生省大臣官房厚生科学課。同年環境庁企画調整局環境保健部保健業務課特殊疾病対策室。1992年厚生省大臣官房統計情報部衛生統計課。1993年厚生省大臣官房国際協力室国際協力専門官。1994年厚生省大臣官房厚生科学課課長補佐。1995年ハーバード大学公衆衛生大学院修了、MPH（公衆衛生修士）。1996年同MS（理学修士）。
同年厚生省生活衛生局食品保健課課長補佐。1997年厚生省保健医療局エイズ疾病対策課課長補佐。1999年厚生省大臣官房厚生科学課課長補佐、世界保健機関西太平洋地域事務局技術移転課長。2000年国際連合エイズ合同計画アジア地区担当課長。2003年厚生労働省健康局総務課生活習慣病対策室長補佐。2003年厚生労働省医政局総務課課長補佐。2004年三重県健康福祉部医療政策監兼保健・医療分野総括室長。
2006年文部科学省ライフサイエンス課先端医科学研究企画官。2007年厚生労働省医薬食品局食品安全部国際食品室長。2009年厚生労働省医政局経済課医療機器政策室長。2011年防衛省人事教育局衛生官。2013年から北島智子の後任として新潟県副知事を務め、病院再編にあたった。2015年国立病院機構医療部長。同年国立病院機構理事。2017年厚生労働省大臣官房総括審議官（国際保健担当）（命）内閣官房TPP等政府対策本部員。2019年厚生労働省関東信越厚生局長。2021年国立国際医療研究センター国際協力局長。